# Wilhelm Casselmann
Wilhelm Reinhard Casselmann (* 29. November 1831 in Retterode; † 23. September 1909 in Eisenach) war ein deutscher Forstmann und Politiker. Er war Mitglied des Deutschen Reichstags.

## Leben
Wilhelm Casselmann besuchte die polytechnische Schule in Kassel, die Forstlehranstalt in Melsungen und die Universität Marburg. Nach Absolvierung der vorgeschriebenen einjährigen Auskultantentätigkeit an der Oberförsterei Marburg trat er 1854 in den kurfürstlich-hessischen forstlichen Vorbereitungsdienst ein. Bei der Kommission für die Vermessung, Abschätzung und Betriebseinrichtung der Forste, einer Abteilung der Kurfürstlich hessischen Zentral-Forstbehörde, war er mit forsttechnischen Arbeiten beschäftigt. 1856 erfolgte seine eidliche Verpflichtung zum Forstgeometer und 1857 die zweite (Staats-)Prüfung. 1861 wurde er in den Großherzoglich sächsischen Staatsdienst berufen. Er war Mitglied der Großherzoglichen Forsttaxations-Kommission und Dozent an der Großherzoglich-Sächsischen Forstlehranstalt Eisenach. Am 1. Oktober 1896 wurde er pensioniert. Ab 1874 war er Mitglied des Gemeinderats von Eisenach.
Von 1893 bis 1903 war er Mitglied des Deutschen Reichstags für den Reichstagswahlkreis Großherzogtum Sachsen-Weimar-Eisenach 2 (Eisenach, Dermbach) und die Freisinnige Volkspartei. Am 8. Februar 1895 wurde sein Mandat für ungültig erklärt, er wurde jedoch in der fälligen Nachwahl gleich wiedergewählt. Zwischen 1897 und 1900 war er auch Mitglied des Landtags von Sachsen-Weimar-Eisenach.